# Espírito Santo
Pour les articles homonymes, voir Espírito Santo (homonymie).
 (juin 2017).
Si vous disposez d'ouvrages ou d'articles de référence ou si vous connaissez des sites web de qualité traitant du thème abordé ici, merci de compléter l'article en donnant les références utiles à sa vérifiabilité et en les liant à la section « Notes et références ».
L’Espírito Santo — littéralement Saint-Esprit en français — (prononcé en portugais : [ (i)sˈpiɾitu ˈsɐ̃tu]) est l'un des États du Brésil situé dans le Sud-Est du Brésil. Il a pour capitale Vitória et comme ville principale Vila Velha.
Les habitants de l'État sont nommés Capixabas, même si le terme officiel est Espiritossantenses.

## Drapeau
« Trabalha e Confia » signifie « Travaille et crois [en Dieu] » ». Cette devise est une version tronquée de la devise jésuite « travaille comme si tout dépendait de toi, et crois comme si tout dépendait de Dieu ». Elle fut choisie par Jerônimo Monteiro. Le drapeau fut choisi en 1908, avec des couleurs inspirées par celles de la Sainte Mère de Vitória.

## Situation géographique
L'Espírito Santo est situé à l'est de la région géographique sud-est du Brésil, qui contient aussi les États de São Paulo, du Minas Gerais et de Rio de Janeiro. Il est limité par l'océan Atlantique à l'est, le Bahia au nord, le Minas Gerais au nord et à l'ouest et l'État de Rio de Janeiro au sud. Les villes principales de l'Espírito Santo (à l'exception de la région du Grand Vitória) sont Cachoeiro de Itapemirim, Colatina, Guarapari, Linhares, Muniz Freire et Vila Velha.

## Capixabas
On n’est pas certain de l'origine du terme Capixabas. Il semblerait qu'il vienne du nom d'une des tribus locales auxquelles les Portugais auraient été confrontés à leur arrivée. Une autre explication plus crédible serait que les amérindiens appelaient ainsi les habitants de l'île de Vitória, ce qui signifie plantation ou même plantation de maïs car celles-ci étaient enchevêtrées avec les maisons. Capixaba est un mot tupi guarani qui signifie cabelo de milho (« cheveu de maïs »), en référence à la blondeur des cheveux des Portugais nouvellement arrivés dans la région.

## Groupes ethniques

### Amérindiens
Les Amérindiens ont été largement absorbés par les Portugais et les Brésiliens d'origine africaine. Ainsi, il en reste peu qui vivent dans des réserves, pratiquent une agriculture de subsistance et essayent de préserver leur culture fragile. Certaines villes comme Serra et Santa Cruz (pt) ont été fondées par des Amérindiens. Les recettes culinaires amérindiennes sont au cœur de la gastronomie locale, le moqueca capixaba à base de poisson étant le plat de l'État.

### Italiens
L'Espírito Santo compte de nombreux descendants d'immigrés italiens. Ils ont fondé de nombreuses villes et ont une influence significative dans la société Capixaba. Il y a toujours de nombreux groupes de danse traditionnelle italienne et de nombreux festivals de cultures italiennes, comme celui qui se tient dans la ville de Venda Nova do Imigrante. La gastronomie italienne tient une part importante dans la cuisine et l'industrie Capixaba. Des fromages italiens comme la mozzarella sont produits localement, ainsi que des pâtes. Des exploitations agricoles de taille modeste exploitent aujourd'hui ce créneau notamment sur le mode de l'agritourisme.

### Allemands
Les Capixabas d'origine allemande ont une influence importante. En effet ils ont été parmi les premiers colons à cultiver l'intérieur des terres. À l'instar de la communauté italienne, ils gardent toujours de nombreux aspects de leur culture d'origine, et il existe de nombreux groupes de danse traditionnelle ainsi que des festivals tel le Sommerfest à Domingos Martins. Certains parlent toujours leur dialecte d'origine comme le poméranien oriental, et certains même ne parlent pas le portugais.

## Histoire
L'Espírito Santo était peuplé de tribus amérindiennes semi-nomades lorsqu’il fut colonisé par les portugais puis les descendants d'esclaves noirs et plus tard des immigrés européens d'origines diverses.

### Ère coloniale

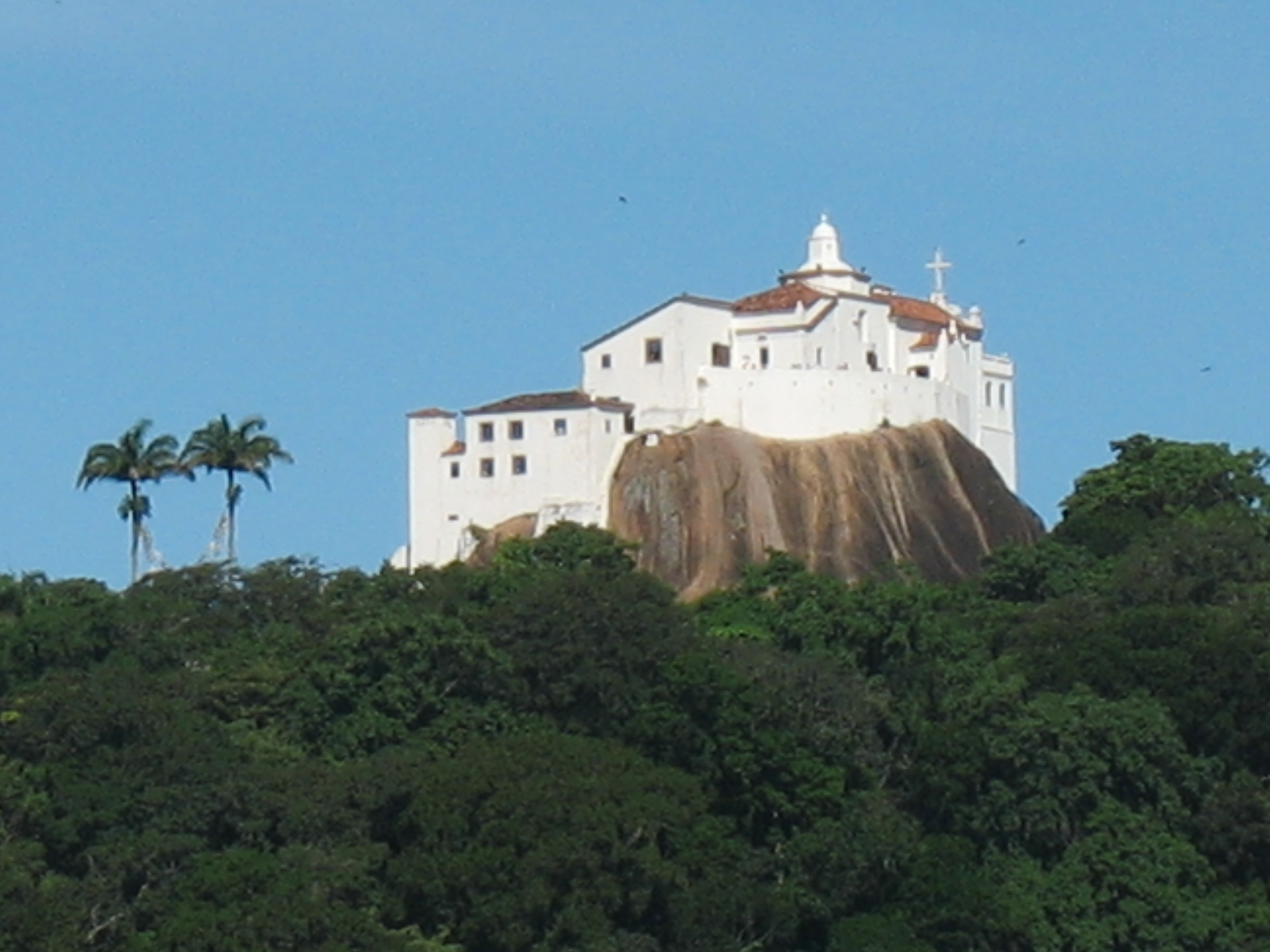
Le couvent da Penha, dont la construction a débuté en 1568.

La région a été attribuée à Vasco Fernandes Coutinho juste après la découverte du Brésil en 1500. Il est arrivé dans le district de l'Espírito Santo le 23 mai 1535 avec 60 soldats, esclaves et serviteurs.
La première capitale était Vila Velha. Du fait de fréquents raids menés par des amérindiens, Vitória la nouvelle capitale fut fondée le 8 septembre 1551, sur une île près de Vila Velha.
En 1556 après l'arrivée de missionnaires, Serra, Nova Almeida (en) et Santa Cruz (pt) furent fondées.

### Histoire politique
L'Espírito Santo est resté sous l'influence de la famille Coutinho pendant 140 ans. Il reste un district pendant 287 ans, jusqu'en 1821, quand il devient une province après la déclaration d'indépendance du Brésil.
En 1860, l'empereur Pierre II, qui est en bons termes avec le président provincial, visite l'État durant l'une de ses tournées à l'intérieur du Brésil.
En 1889, avec la proclamation de la République du Brésil, l'Espírito Santo devient un État, dont Alfonso Cláudio de Freitas Rosa est le premier gouverneur. Il fut suivi en 1892 par Muniz Freire qui resta gouverneur pour deux mandats, suivi par Jerônimo Monteiro, entre 1908 et 1912.
Après la prise de pouvoir de Getúlio Vargas, les gouverneurs sont élus par le Parlement, puis désigné. Lors du retour à la démocratie, Monteiro Lindenberg est élu. Cependant après le coup d'État de 1964, les gouverneurs, Cristiano Dias Lopes, Arthur Carlos Gerhard Santos, Elcio Àlvares et Eurico Rezende, sont de nouveau désignés par l'Assemblée nationale. Enfin, à partir de Gerson Camata en 1983, les gouverneurs sont élus de nouveau de façon démocratique.

### Gouverneurs
| Période | Période  | Identité                      | Étiquette | Qualité |
| ------- | -------- | ----------------------------- | --------- | ------- |
| 1983    | 1986     | Gerson Camata                 | PMDB      |         |
| 1986    | 1987     | José Moraes (pt)              | PMDB      |         |
| 1987    | 1990     | Max Freitas Mauro (pt)        | PMDB      |         |
| 1991    | 1994     | Albuíno Cunha de Azeredo (en) | PDT       |         |
| 1995    | 1998     | Vitor Buaiz (pt)              | PT        |         |
| 1999    | 2002     | José Ignácio Ferreira (pt)    | PSDB      |         |
| 2003    | 2010     | Paulo Hartung (en)            | PMDB      |         |
| 2011    | 2014     | Renato Casagrande (en)        | PSB       |         |
| 2015    | 2018     | Paulo Hartung (en)            | PMDB      |         |
| 2019    | en cours | Renato Casagrande (en)        | PSB       |         |

### Histoire économique
Pendant trois cents ans, la culture principale fut la canne à sucre, jusqu'en 1850 lorsque le café dont la demande était très importante en Europe, prit la première place. Pendant la période coloniale, il y eut aussi des périodes de « ruée vers l'or », au cours desquelles l'agriculture était négligée, ce qui entraînait des disettes. Cependant, peu d'or fut trouvé dans l'Espírito Santo.

## Géographie

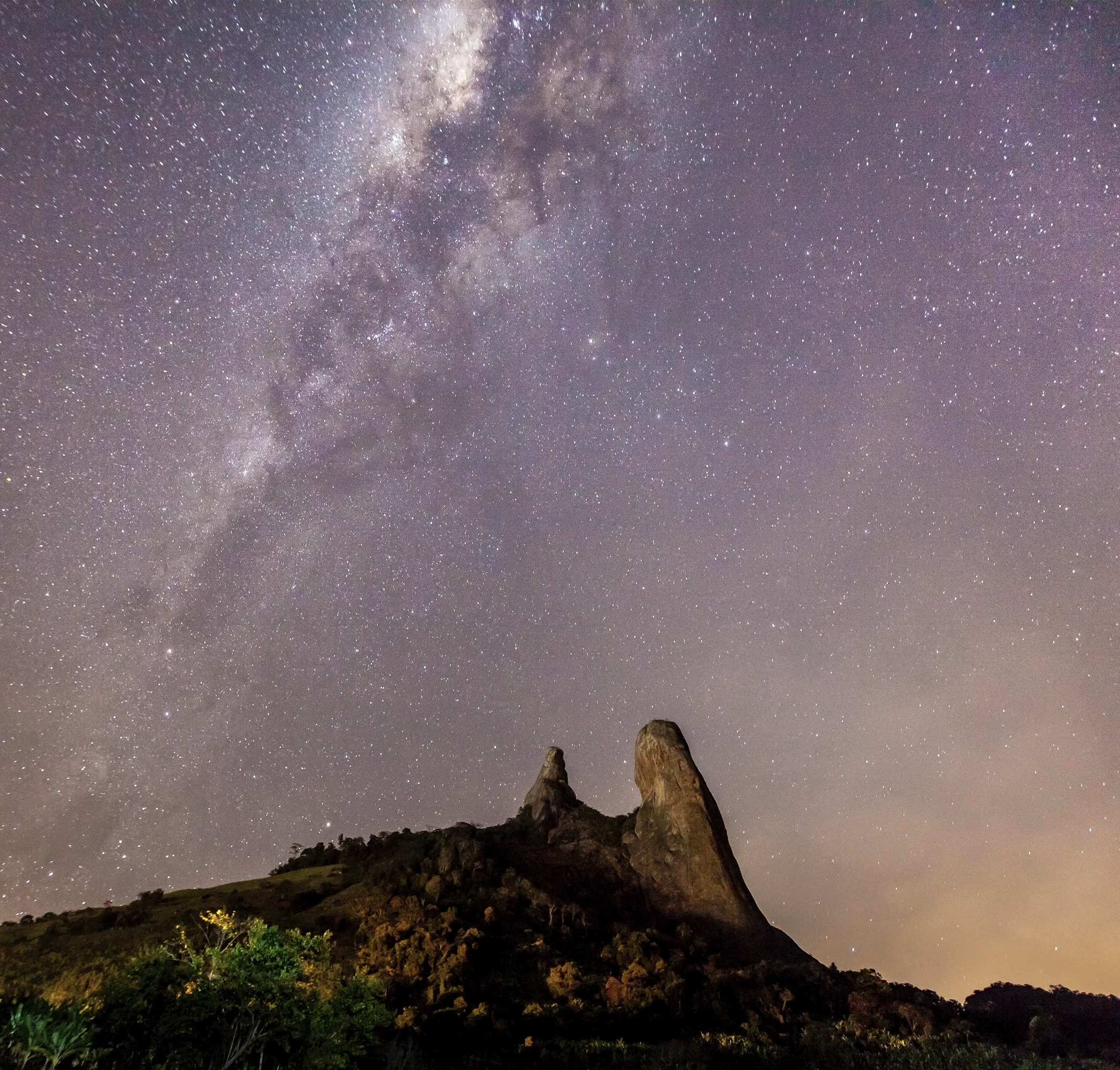
Frade e a Freira, dans l'Espírito Santo, monument naturel au Brésil, ici au premier plan de la Voie lactée. Aout 2022.

Avec une superficie de 46 180 kilomètres carrés, l'Espírito Santo fait à peu près la taille de l'Estonie. Il contient une variété de paysages, comme des plaines côtières, des lacs, des forêts de montagnes, des mangroves…
Les îles de Trindade et Martin Vaz, situées à 715 kilomètres à l'est de Vitória dans l'Atlantique sud sont rattachées à l'Espírito Santo.

### Réseau hydrographique
Le principal fleuve de l'État est le Rio Doce. Parmi les autres bassins d'importance, on a le bassin du fleuve Santa Maria qui est la branche nord du réseau de fleuves qui se jettent dans la mer à hauteur de Vitória, et le bassin du fleuve Jucu qui correspond à la branche sud de ce réseau.

### Climat
Le temps est généralement sec et chaud au nord du Doce, et froid dans les montagnes du Sud-Ouest. Le climat le long des côtes est chaud subtropical avec des hivers secs et des étés pluvieux.

### Topographie
L'État peut être divisé en deux zones : une basse plaine côtière et une zone de plateau appelé Serra (où se trouve le Pic de la Bandeira qui culmine à 2 890 mètres), qui est une partie de la zone dite du Serra do Caparaó partagée avec le Minas Gerais.

## Économie
Les cultures principales sont le riz, le café, le cacao, la canne à sucre, les haricots, les fruits (principalement la banane et la papaye) et le maïs. On y élève aussi des bovidés pour le lait et pour la viande. Les secteurs industriels principaux sont l'emballage, l'exploitation forestière, le textile, la métallurgie et la sidérurgie. Les deux derniers étant concentrés autour de Serra et de Anchieta.
Les cinq plus grandes entreprises situées dans l'État sont les suivants : Vale, ArcelorMittal Tubarão (pt), Samarco, Fibria et engrais Heringer.
Vitória est un des points principaux d'exportation pour le fer et l'acier. À São Mateus, des réserves de pétrole ont été trouvées sur le plateau continental et sont aujourd'hui exploitées.
Le tourisme joue un rôle de plus en plus important dans l'économie de l'État. La plupart des visiteurs provenant des États voisins plutôt que de l'étranger. Des destinations côtières comme Guarapari, Jacaraípe et Manguinhos sont très populaires. Cependant des zones montagneuses difficiles d'accès comme Domingos Martins sont aussi populaires. Guarapari est connu pour ses plages de sable noir aux vertus curatives.